# توپولف ای‌ان‌تی-۲۵
توپولف ای‌ان‌تی-۲۵ (به انگلیسی: Tupolev ANT-25) یک هواگرد از نوع بمب‌افکن دوربرد آزمایشی ساخت شرکت Voronezh Aircraft Production Association است. هواگرد توپولوف ای‌ان‌تی-۲۵ نخستین پروازش را در ۲۲ ژوئن ۱۹۳۳ میلادی انجام داد.
تنها ۲ فروند از هواپیما تولید شد که توسط توپولف دی‌بی-۱ دنبال شد. در سال ۱۹۳۴ کارخانه هوانوردی در Voronezh دستور ساخت ۵۰ هواپیمای DB-1 (با نام ای‌ان‌تی-۳۶) را برای نیروی هوایی دریافت کرد. بعدها دفتر طراحی توپولف یک کپی دقیق از ANT-25 را در سال ۱۹۸۹ برای موزه هوانوردی مونینو ساخت.
طراح این هواگرد، پاول سوخو بود.

## کاربران

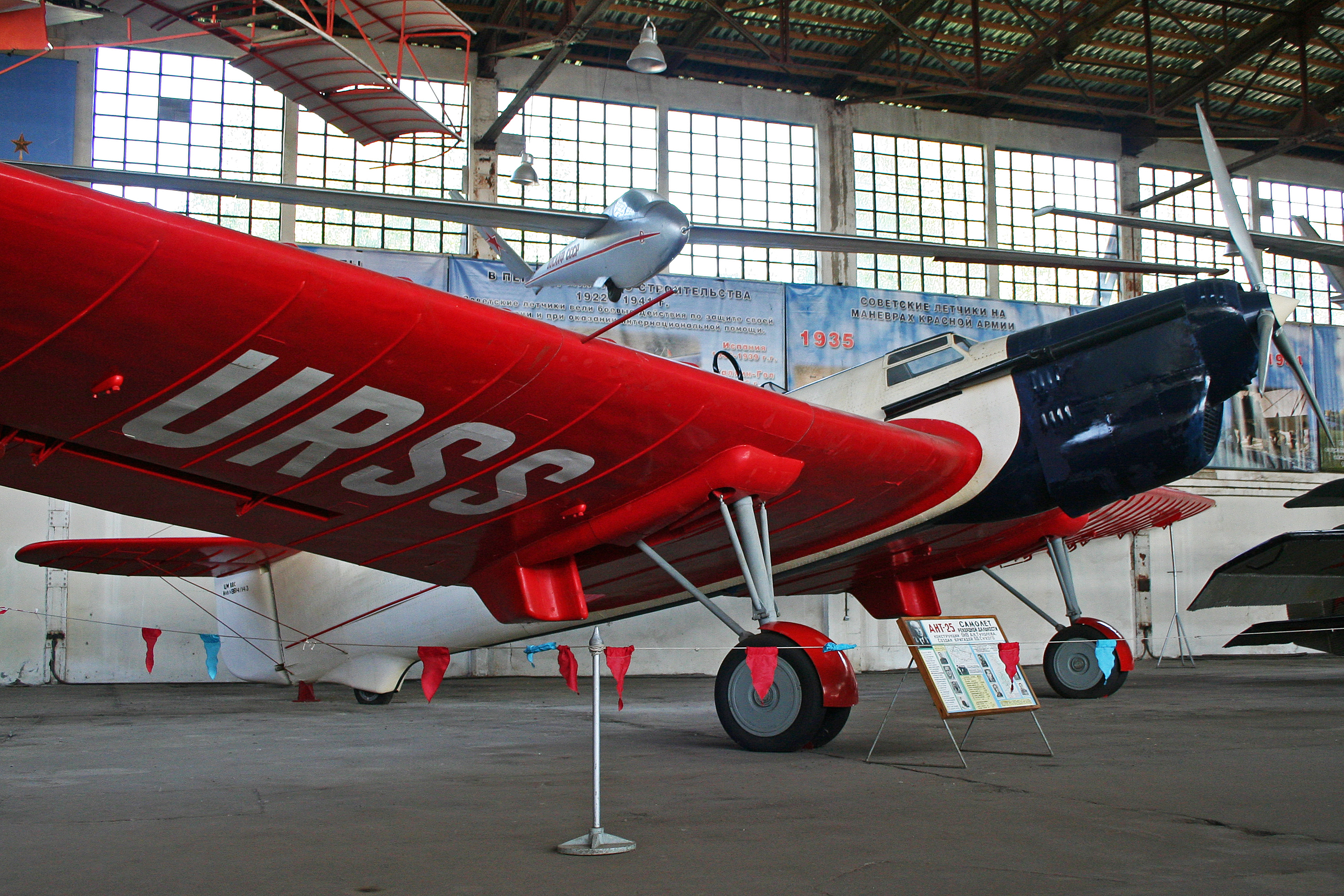

شوروی
- نیروی هوایی شوروی

## مشخصات فنی
داده‌ها از The Osprey Encyclopaedia of Russian Aircraft 1875 – 1995
ویژگی‌های عمومی
- خدمه: three
- طول: ۱۳٫۴ متر (۴۴ فوت ۰ اینچ)
- پهنای بال: ۳۴ متر (۱۱۱ فوت ۷ اینچ)
- ارتفاع: ۵٫۵ متر (۱۸ فوت ۱ اینچ)
- مساحت بال‌ها: ۸۷٫۱ متر مربع (۹۳۸ فوت مربع)
- وزن خالی: ۳٬۷۰۰ کیلوگرم (۸٬۱۵۷ پوند)
- وزن ناخالص: ۸٬۰۰۰ کیلوگرم (۱۷٬۶۳۷ پوند)
- ظرفیت سوخت: dubler (1936) – ۵٬۸۸۰ کیلوگرم (۱۲٬۹۶۳ پوند) + ۳۵۰ کیلوگرم (۷۷۲ پوند)
- پیشرانه: ۱ عدد V-12 liquid-cooled piston engine Mikulin M-34, ۵۶۰ کیلووات (۷۵۰ اسب بخار)

عملکرد
- حداکثر سرعت: ۲۴۶ کیلومتر بر ساعت (۱۵۳ مایل بر ساعت، ۱۳۳ گره)
- بُرد: ۷٬۲۰۰ کیلومتر (۴٬۵۰۰ مایل، ۳٬۹۰۰ مایل دریایی)
- مداومت پروازی: 48 hours
- حداکثر ارتفاع: ۲٬۱۰۰ متر (۶٬۹۰۰ فوت) fully loaded

  - ۷٬۸۵۰ متر (۲۵٬۷۵۵ فوت) lightly loaded